# Tucker (film)
Pour les articles homonymes, voir Tucker.
Pour plus de détails, voir Fiche technique et Distribution.
Tucker (Tucker: The Man and His Dream), aussi connu sous le titre Tucker : L'homme et son rêve, est un film américain réalisé par Francis Ford Coppola, sorti en 1988. Il s'agit d'un film biographique sur le concepteur et constructeur d'automobiles américain Preston Tucker.

## Synopsis

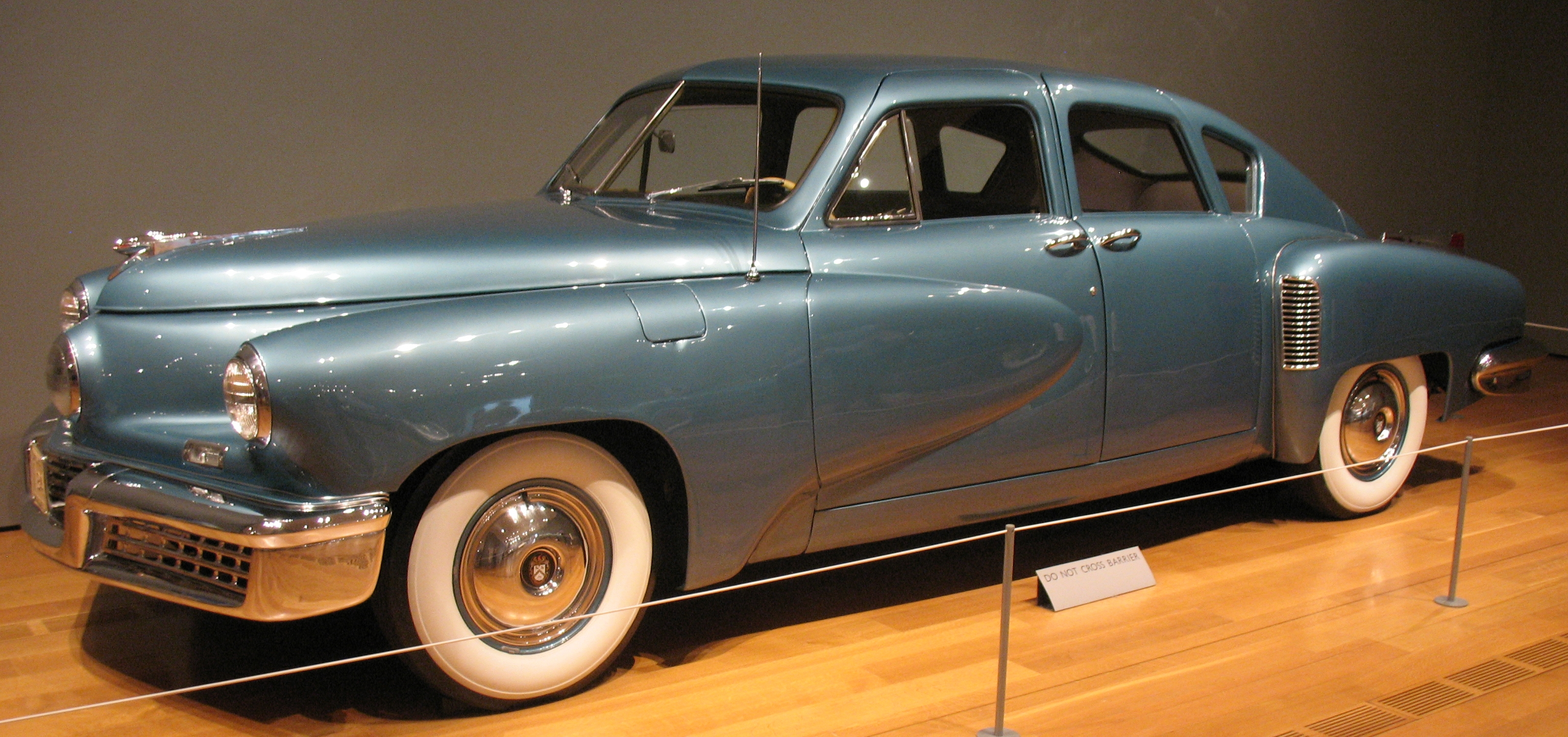
La Tucker '48.

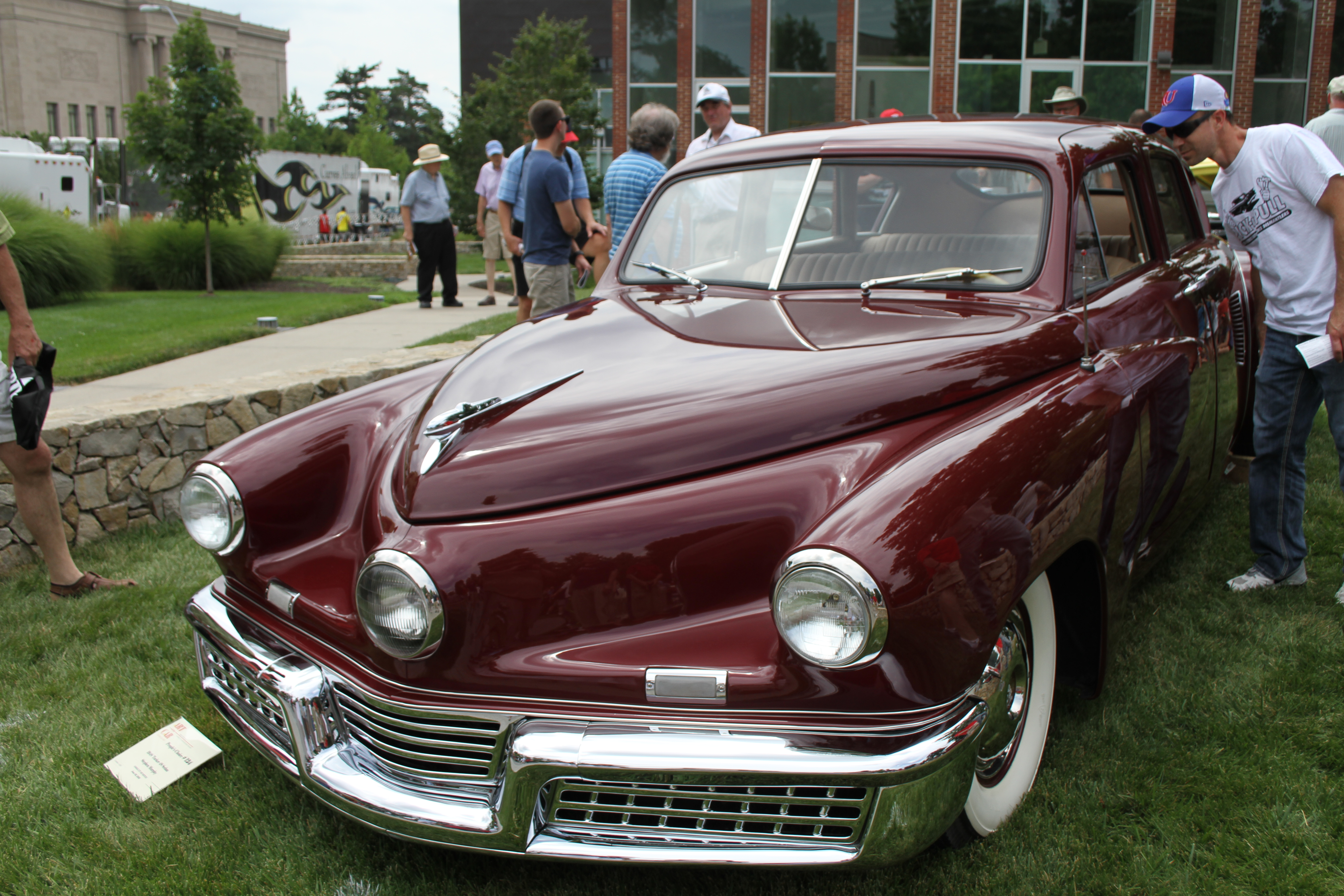
Face avant de la Tucker '48 avec ses trois phares.

En 1948, le jeune ingénieur américain Preston Tucker conçoit une automobile révolutionnaire, la Tucker '48.
Le succès prévisible déclenche une contre-attaque immédiate du Big Three — General Motors, Chrysler et Ford — pour tuer le projet dans l'œuf. Mais Tucker est décidé à ne pas se laisser faire et à réaliser son rêve : il doit absolument réaliser cinquante exemplaires de sa voiture pour que celle-ci existe de fait.

## Fiche technique
Sauf indication contraire, les informations mentionnées dans cette section peuvent être confirmées par la base de données cinématographiques IMDb,  présente dans la section « Liens externes ».
- Titre francophone : Tucker (parfois sous titré L'homme et son rêve)
- Titre original : Tucker: The Man and His Dream
- Réalisation : Francis Ford Coppola
- Scénario : Arnold Schulman et David Seidler
- Musique : Joe Jackson (musique additionnelle Carmine Coppola)
- Photographie : Vittorio Storaro
- Montage : Priscilla Nedd-Friendly
- Décors : Dean Tavoularis
- Costumes : Milena Canonero
- Production : Fred Fuchs (en), Fred Roos, George Lucas et Teri Fettis-D'Ovidio
- Effets spéciaux : Industrial Light & Magic
- Société de production : Lucasfilm Ltd. et Zoetrope Studios
- Distribution : Paramount Pictures (États-Unis), AMLF (France)
- Budget : 25 millions de dollars[1]
- Pays d'origine : États-Unis
- Format : Couleurs - 2,35:1 - Dolby Surround - 35 mm
- Genre : drame biographique
- Durée : 110 minutes
- Dates de sortie :
  - États-Unis : 12 août 1988
  - France : 11 janvier 1989

## Distribution
- Jeff Bridges (VF : Patrick Floersheim) : Preston Thomas Tucker
- Joan Allen (VF : Évelyn Séléna) : Vera Tucker (née Fuqua)
- Martin Landau (VF : William Sabatier) : Abe Karatz / la voix de Walter Winchell à la radio
- Frederic Forrest (VF : Georges Berthomieu) : Eddie Dean
- Mako (VF : Christian Pelissier) : Jimmy Sakuyama
- Elias Koteas (VF : Éric Legrand) : Alex Tremulis
- Christian Slater (VF : Thierry Ragueneau) : Preston Tucker, Jr.
- Nina Siemaszko : Marilyn Lee Tucker
- Anders Johnson : Johnny Tucker
- Corin Nemec (VF : Marie-Laure Beneston) : Noble Tucker
- Don Novello (VF : Daniel Beretta) : Stan
- Marshall Bell (VF : Philippe Dumond) : Frank, l'attaché de presse
- Jay O. Sanders (VF : Nicolas Marié) :Kirby, l'avocat de Tucker
- Peter Donat (VF : Jean Berger) : Kerner, le procureur
- Dean Goodman (VF : Jacques Deschamps) : Bennington / la voix de Drew Pearson
- John X. Heart : l'agent de Ferguson
- Michael McShane : un ingénieur
- Dean Stockwell (VF : Roland Ménard) : Howard Hughes (caméo)
- Lloyd Bridges (VF : Jacques Brunet (acteur)) : le sénateur Homer S. Ferguson (non crédité)

## Production

### Genèse et développement
Dès sa jeunesse, Francis Ford Coppola a voulu faire un film sur les voitures Tucker. Son père, Carmine Coppola, avait investi dans la production de la voiture.
Lors de ses études à l'Université de Californie à Los Angeles dans les années 1960, Francis Ford Coppola commence à développer son film sur Preston Tucker. En juin 1973, durant le tournage du Parrain, 2e partie (1974), il annonce son intention de développer le projet via sa société American Zoetrope. Il propose alors le rôle à Marlon Brando. Il acquiert les droits auprès de Tucker Estate en 1976. Il discute alors du rôle principal avec Jack Nicholson, puis envisage un temps Burt Reynolds. En s'inspirant de Citizen Kane (1941), du théâtre Kabuki et de l’œuvre de Bertolt Brecht, le réalisateur veut initialement faire de Tucker un film musical sombre.
Francis Ford Coppola souhaite inclure dans son films des séquences avec d'autres inventeurs comme Thomas Edison, Henry Ford, Harvey Samuel Firestone et Andrew Carnegie. Leonard Bernstein donne son accord pour écrire la musique, avec des paroles de Betty Comden et Adolph Green. Tous passent une semaine dans la maison californienne du réalisateur pour planifier la musique du film. Il en résulte une chanson. Francis Ford Coppola contacte ensuite Gene Kelly pour l'engager comme consultant pour les chorégraphies. Cependant, le réalisateur peine à financer Tucker, après les échecs de ses deux films musicaux, Coup de cœur (1982) et Cotton Club (1984),. Il l'abandonne alors au profit d'un autre projet, Peggy Sue s'est mariée (1986).
En 1986, durant le tournage du film pour l'attraction Disney Captain Eo (1986), son ami George Lucas l'encourage à relancer Tucker, arguant que c'est l'un de ses meilleurs projets. George Lucas accepte même de participer à la production avec l'aide de ses entreprises Lucasfilm et Industrial Light & Magic. Il le convainc par ailleurs d'oublier l'aspect musical, pour plutôt en faire un hommage aux films de Frank Capra, notamment Monsieur Smith au Sénat (1939). Francis Ford Coppola contactera Frank Capra pour qu'il participe à la production du film. Pas emballé par l'idée, Capra refuse.
Francis Ford Coppola souhaite initialement écrire lui-même le scénario, mais il est trop occupé par le tournage de Jardins de pierre (1987). Il engage alors Arnold Schulman, auteur du scénario de Un trou dans la tête (1959) de Frank Capra. Arnold Schulman sera par la suite très énervé que David Seidler, scénariste ayant précédemment participé au projet, soit crédité au générique par la Writers Guild of America. Francis Ford Coppola est également dérouté par le crédit de David Seidler : « Ils l'ont crédité comme scénariste alors qu'il n'y a rien dans son script que j'ai utilisé ».
Francis Ford Coppola a longtemps insisté auprès de la Securities and Exchange Commission, l'organisme fédéral américain de réglementation et de contrôle des marchés financiers, pour avoir des informations sur Preston Tucker. Le réalisateur-scénariste s'appuie alors sur la loi Freedom of Information Act qui offre une liberté d'accès aux documents administratifs.
Alors que Francis Ford Coppola et son équipe souhaitent un budget de 24 millions de dollars, les studios comme Universal Pictures, Walt Disney Pictures, TriStar et Paramount Pictures n'offrent que 15 millions. Les distributeurs sont alors inquiets de travailler avec George Lucas, après les échecs de ses productions Labyrinthe et Howard... une nouvelle race de héros sorties en 1986. George Lucas décide donc de couvrir lui-même les 24 millions du budget.

### Attribution des rôles
Francis Ford Coppola propose initialement le rôle principal à Marlon Brando, puis à Jack Nicholson et Burt Reynolds. Il revient finalement à Jeff Bridges. Le père de ce dernier, Lloyd Bridges, incarne un sénateur.

### Tournage
Le tournage a lieu d'avril à juillet 1987. Il se déroule entièrement en Californie : San Francisco (hôtel de ville, Civic Center), Petaluma, Sonoma, mont Tamalpais, Oakland (Paramount Theatre, Fox Oakland Theatre), Pittsburg, Novato (Hamilton Air Force Base), Richmond, San Bruno ou encore San Rafael.
Quatre répliques de Tucker sont construites sur des châssis Ford de 1974.

## Bande originale
La musique du film est initialement composée par John Williams mais sa partition n'est pas conservée. Il est remplacé par le Britannique Joe Jackson.
Liste des titres
Tous les morceaux sont écrits, arrangés et produits par Joe Jackson, sauf exceptions notées
| 1.    | Captain of Industry (Overture)                                          | 2:32 |
| 2.    | The Car of Tomorrow – Today!                                            | 1:34 |
| 3.    | No Chance Blues                                                         | 2:30 |
| 4.    | (He's a) Shape in a Drape (avec le saxophoniste Pete Thomas)            | 2:59 |
| 5.    | Factory                                                                 | 1:08 |
| 6.    | Vera                                                                    | 2:30 |
| 7.    | It Pays to Advertise                                                    | 0:41 |
| 8.    | Tiger Rag                                                               | 2:09 |
| 9.    | Showtime In Chicago                                                     | 2:46 |
| 10.   | Lone Bank Loan Blues (avec le saxophoniste Pete Thomas)                 | 1:11 |
| 11.   | Speedway                                                                | 2:40 |
| 12.   | Marilee                                                                 | 3:03 |
| 13.   | Hangin' In Howard Hughes' Hangar                                        | 2:37 |
| 14.   | Toast of the Town                                                       | 1:25 |
| 15.   | Abe's Blues                                                             | 2:42 |
| 16.   | The Trial                                                               | 6:46 |
| 17.   | Freedom Swing/Tucker Jingle (Tucker Jingle composé par Carmine Coppola) | 1:38 |
| 18.   | Rhythm Delivery (avec Dave Bitelli)                                     | 3:24 |
| 44:25 |                                                                         |      |

## Accueil

### Critique
Tucker reçoit un accueil critique globalement positif.
Sur le site agrégateur américain Rotten Tomatoes, le film obtient un score de 83 % d'opinions favorables, sur la base de 42 critiques collectées et une note moyenne de 7,2⁄10. Sur Metacritic, il obtient une note moyenne pondérée de 74⁄100, sur la base de 13 critiques collectées.
Richard Schickel du magazine Time apprécie notamment le style kitsch exagéré du film et écrit que le rôle de Preston Tucker est la meilleure prestation de Jeff Bridges. Janet Maslin de The New York Times écrit quant à elle que, malgré ses précédent films plutôt sombres, Francis Ford Coppola a réussi à trouver la façon de faire un bon feel-good movie. Roger Ebert du Chicago Sun-Times écrit quant à lui une critique mitigée.

### Box-office
Lors de sa sortie aux Etats-Unis, le film n'obtient pas un succès commercial, rapportant seulement 19 652 638 $ de recettes totales. En France, il n'attire que 461 707 spectateurs en salles.

## Distinctions
- Nomination aux Oscars du meilleur second rôle masculin (Martin Landau), meilleurs décors et direction artistique (Dean Tavoularis et Armin Ganz) et meilleurs costumes (Milena Canonero) en 1989.
- Prix des meilleurs décors lors des BAFTA Awards 1989.
- Golden Globe du meilleur second rôle masculin (Martin Landau) en 1989.
- Nomination au prix de la meilleure bande originale de film lors des Grammy Award 1989.
- Nomination au Grand Prix de l'Union de la critique de cinéma 1990.

## Autour du film
Tucker est le premier film à avoir fait l'objet d'une audiodescription, procédé qui permet de rendre un film accessible aux aveugles ou malvoyants.
Le réalisateur George Lucas, producteur du film, possède l'une des 51 voitures produites par Tucker, et Francis Ford Coppola en possède deux.
On peut voir sur une table une bouteille de vin Rubicon, produite sur un vignoble appartenant au réalisateur.
Le film est dédié à la mémoire de Gian-Carlo Coppola, le fils du réalisateur, décédé en mai 1986.
Au cours du film, Preston Tucker (Jeff Bridges) passe devant une affiche « Tesla electromagnetism », figurant l'inventeur et ingénieur Nikola Tesla. On aurait pu croire à un clin d’œil cinématographique aux visions futuristes de l'automobile, et donc à la marque de voitures Tesla, mais c'est impossible puisque ce film date de 1988, les voitures Tesla n'ayant été inventées que plus tard en 2003, avec la société dirigée par Elon Musk.